# Chicomecōātl
Chicomecōātl är en gudinna inom aztekisk mytologi. Hon var jordbrukets och födans gudinna.